# Палаццо Бальби
Палаццо Бальби а Сан-Тома (итал. Palazzo Balbi a San Tomá — дворец Бальби близ церкви Святого Фомы) — дворец в Венеции, расположенный в сестиере Дорсодуро, с видом на Гранд-канал в районе поворота канала (итал. volta de canal), между Ка-Фоскари и Палаццо Каоторта-Ангаран. Он служит официальной резиденцией президента региона Венето и его регионального совета.
Другое палаццо Бальби (итал. Palazzo Balbi), также на Гранд-Канале, в апреле 1740 года приобрёл известный дипломат, в будущем британский консул в Венеции, антиквар и коллекционер произведений искусства Джозеф Смит, отчего в последующем дворец получил название палаццо Смит-Манджилли-Вальмарана.

## История

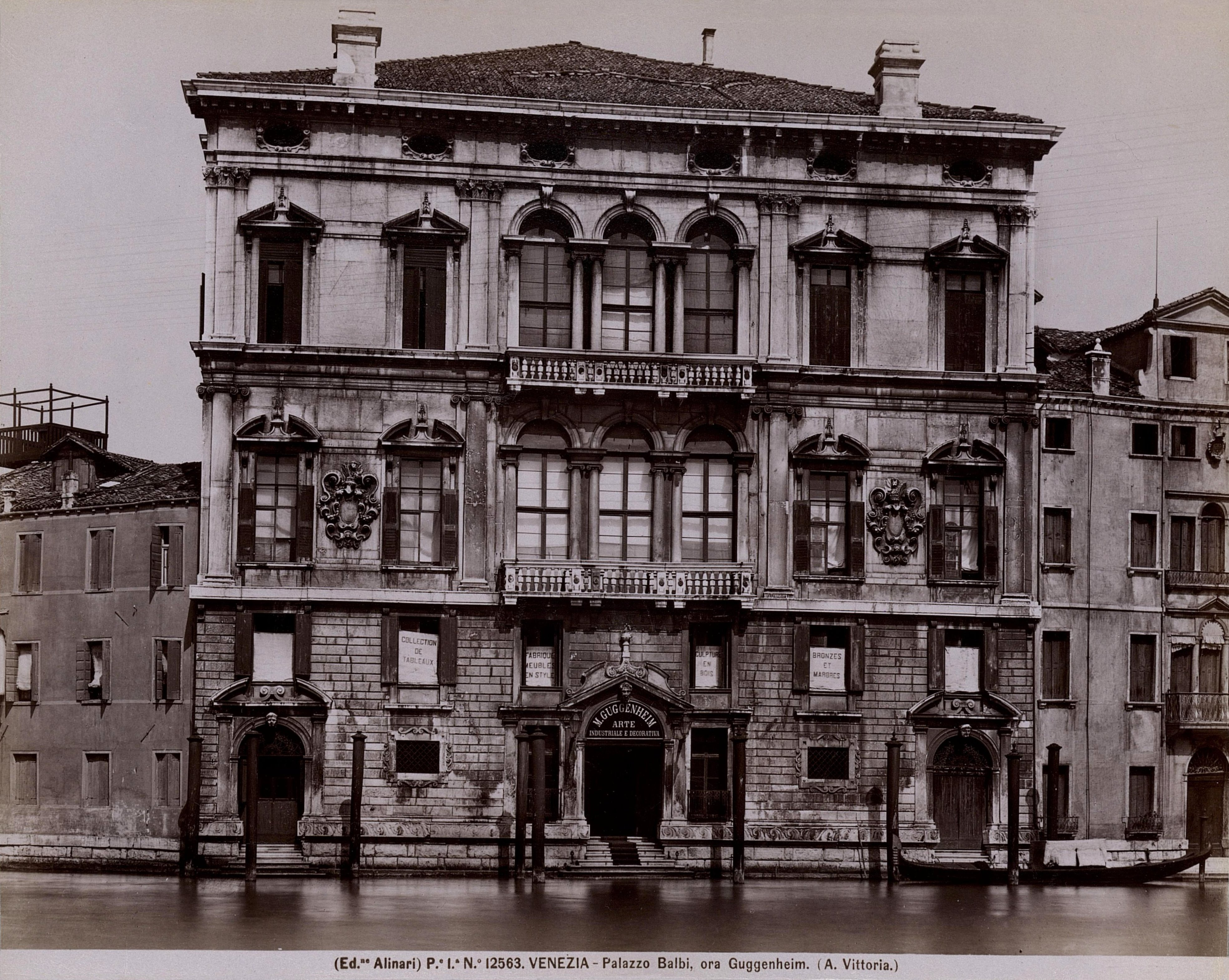
Венеция. Палаццо Бальби (с магазином Гуггенхайма) в конце XIX века.

Палаццо Бальби был построен во второй половине XVI века по проекту скульптора Алессандро Витториа в качестве резиденции семьи Бальби, патрицианского рода Венеции. Заказчика звали Николо Бальби. Двор оставался открытым восемь лет, с 1582 по 1590 год, возможно из-за срочной необходимости у владельца переехать в новое жильё. Дворец подвергся многочисленным реставрациям. В 1737 году, по заказу Лоренцо Бальби, и в последующие реставрации здание было украшено фресками живописца Якопо Гуараны.
В 1807 году во дворце был принят Наполеон Бонапарт, чтобы он мог участвовать в регате, организованной в его честь. В разные годы здание часто сдавалось в аренду. Уже в завещании его основателя упоминается о том, что один из этажей дворца вместе с мезонином был арендован Альморо Пизани. Среди других арендаторов также встречаются имена Вальмараны и Бионди.
В 1877 году палаццо Бальби перешёл к Микеланджело Гуггенхайму, который избрал его для размещения своих «лабораторий индустриального искусства», модернизировал здание и привёз свою личную коллекцию произведений искусства, выставленную на аукцион в 1913 году. В 1925 году во дворце расположилось «Электрическое общество Адриатики» (итал. Società Adriatica di Elettricità), которое занялось его перестройкой, приведшей к сносу одной из его двух монументальных лестниц. В 1971 году здание перешло в собственность региона Венето и стало резиденцией президента региона. В 1973 году Палаццо Бальби вновь подвергся реконструкции.

## Архитектура
Здание имеет симметричный фасад, три этажа с мезонином и демонстрирует ренессансные черты с архитектурными элементами, предвещающими наступление стиля барокко. Важным элементом этого переходного стиля является рельефность фасада, создающая эффекты светотени.
На первом этаже, в центре фасада, расположен портал с полуциркульной аркой, маскароном и треугольным тимпаном. По сторонам фасада — две малых арки, украшенных антаблементами с разорванными фронтонами. Первый этаж имеет рустовку. Второй и третий этажи оформлены сдвоенными колоннами ионического ордера. Балюстрада выполнена "в манере Сансовино". Примечательны барочные картуши и разорванные фронтоны второго и третьего ярусов.
Под карнизом с дентикулами расположено шесть небольших овальных окон, называемых «перла барокка». Этот мотив изобретён, согласно одной из версий, Якопо Сансовино, а позднее развит Бальдассаре Лонгеной. На кровле находятся два обелиска, напоминающие подобные в Палаццо Беллони Баттагия. Во дворце есть несколько фресок XVIII века, написанных Якопо Гуараной.

## Легенда
Итальянский историк Джузеппе Тассини сообщает об анекдоте, связанном со строительством палаццо Бальби. Его заказчик Николо Бальби жил в тот период в арендованном доме. Однажды, забыв заплатить арендную плату, он столкнулся с его хозяином. Обиженный, он уплатил долг, но в то же время решил построить собственный дом. Затем он переехал со всей семьёй в плавучий дом, стоящий на якоре прямо перед домом своего бывшего хозяина так, чтобы его затемнять.